# Chifanicus
Chifanicus is een geslacht van rechtvleugeligen uit de familie veldsprinkhanen (Acrididae). De wetenschappelijke naam van dit geslacht is voor het eerst geldig gepubliceerd in 2001 door Benediktov.

## Soorten
Het geslacht Chifanicus  is monotypisch en omvat slechts de volgende soort:
- Chifanicus divum (Steinmann, 1965)